# Пеячевичи
Пеячевичи (хорв. Pejačevići) — знатный хорватский дворянский род. Сыграл большую роль в истории Хорватии и Болгарии периода войн с Османской империей и в последующее время.
Происхождение семьи восходит к королю Боснии конца XIV века Стефану Дабише. Один из его сыновей носил имя Парчия (Parčija), его потомки стали именоваться Парчевичи (Parčević). Одна из главных ветвей этого рода в XVI веке изменила имя и стала родом Пеячевичей.
Вскоре после основания род Парчевичей переселился в Болгарию. Конкретная причина переселения неизвестна, вероятно его вызвал один из многочисленных конфликтов в Боснии и юго-восточной Хорватии конца XIV-начала XV века. В Болгарии семейство проживало в городе Чипровец (совр. Чипровци), где существовало большое католическое население — саксонские рудокопы, торговцы из Рагузы и Боснии. После османского покорения Болгарии Пеячевичи продолжали жить в Чипровце и окрестностях. В чипровецкий период семейство было тесно связано с Католической церковью, особенно с орденом францисканцев, члены которого обосновались в Чипровце ещё в середине XIV века. Некоторые представители дома Пеячевичей стали католическими священниками и францисканскими монахами.

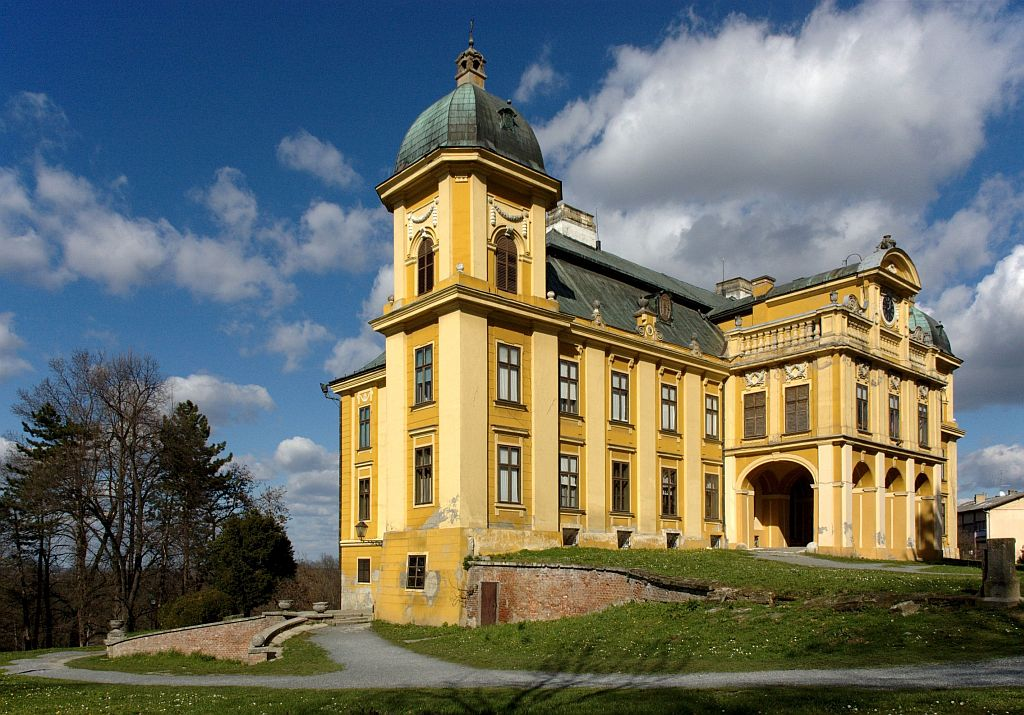
Дворец Пеячевичей в Нашице

Одним из ключевых моментов в истории рода стало Чипровское восстание 1688 года против турецкого ига. Главной движущей силой восстания были католики Чипровца (главным образом, ремесленники, торговцы и шахтёры), восстание было поддержано и окрестными крестьянами. Лидерами восстания были братья Иван и Михаил Станиславовы, Богдан Маринов, а также воевода Джуро II Пеячевич (в болгарской традиции — Георгий, 1655 – 1725) сын Матие I Пеячевича. После подавления восстания Чипровци были полностью разорены, выжившее население, включая и оставшихся в живых членов рода Пеячевичей, бежало на контролируемую Габсбургскими войсками территорию.
В первой половине XVIII века Пеячевичи, как и большинство других католических семейств из Чипровцев, обосновалось в Славонии, начав новый этап в истории семьи. В 1712 году император Карл VI даровал братьям Георгию, Николе, Ивану и Марко Пеячевичам родовой герб и баронский титул. Род быстро богател и расселялся из Осиека, бывшего поначалу центром семейства, по всей Славонии и Срему. В середине XVIII века Пеячевичи владели уже множеством замков в Славонии, Среме и Бачке.

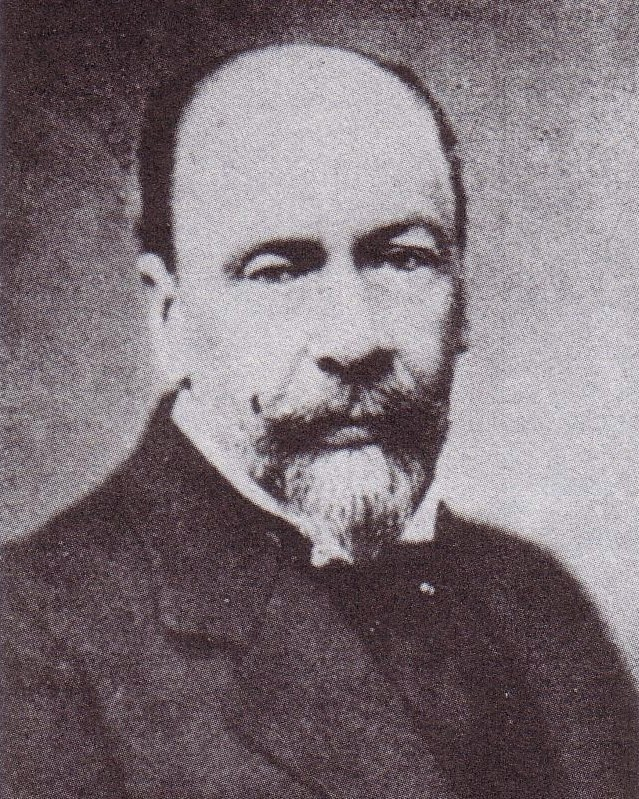
Теодор Пеячевич

Численное и географическое распространение рода привело к его делению на несколько ветвей. Главными из них стали Нашицкая, Вировитская и Рума-Ретфальская. Две последние ветви вымерли в середине XIX века, единственные потомки Пеячевичей по мужской линии, дожившие до наших дней принадлежат к Нашицкой ветви.
Имение в Нашице перешло к Пеячевичам в 1734 году, его сын Карло Фердинанд считается основателем Нашицкой ветви. В 1812 году было закончено строительство нового дворца Пеячивечей в Нашице. Потомки Карло Фердинанда владели этим дворцом вплоть до 1945 года. Вировитская ветвь обособилась после дарования императрицей Марией Терезией замка Вировитицы барону Марко Александру Пеячевичу. Он перестроил и расширил замок, ставший постоянной резиденцией для его наследников. Рума-Ретфальская ветвь рода образовалась после перехода поместий в Руме и Ретфале к представителю рода Жигмунду.
После окончания Второй мировой войны все Пеячевичи эмигрировали из Хорватии, их потомки сейчас проживают во множестве стран мира от Австрии до США и Аргентины.
Замки Пеячивечей в Нашице и Вировитице являются главными достопримечательностями этих городов и составляют важную часть архитектурного наследия Славонии.
Среди видных представителей рода:
- Георгий (Джуро) Пеячевич (1655—1725) один из вождей Чипровского восстания,
- Ладислав Пеячевич (1824—1901), хорватский политик, бан Хорватии в 1880—1883 годах,
- Теодор Пеячевич (1855—1928), сын Ладислава Пеячевича, бан Хорватии в 1903—1907 годах,
- Дора Пеячевич (1885—1923), дочь Теодора Пеячевича, композитор.

В 1940 году графиня Илона Эдельсхайм-Дьюлаи, дочь графа Липо Эдельсхайм-Дьюлаи и графини Габриэлы Пеячевич, вышла замуж за Иштвана Хорти. Их старший сын Шариф Иштван Хорти (родился 17.01.1941), закончив Оксфорд и Имперский колледж, долгое время работал инженером. Известен как Иштван Хорти-младший.